# Morgan Lily
Morgan Lily Gross (ur. 11 kwietnia 2000 w Santa Monica) – amerykańska aktorka i modelka.
Karierę modelki rozpoczęła w wieku 4 lat. Grała w licznych reklamach telewizyjnych.

## Filmografia
- Henry Poole powrócił jako Millie Stupek (2008)
- Kobiety pragną bardziej jako pięcioletnia dziewczynka (2009)
- Pornstar jako Bethany (2010)
- 2012 jako Lilly Curtis (2009)
- Dziewczyna i chłopak – wszystko na opak jako młoda Juli (2010)
- Zabójcze umysły (odcinek Samotnik) jako Jody Hatchett (2010)
- Miłość silniejsza niż wszystkie jako Missy (2011)
- X-Men: Pierwsza klasa jako młoda Raven Darkhölme/Mystique (2011)
- Szkolna zaraza jako Tamra (2014)
- Beautiful Girl jako Bethany (2014)
- Skazani na przemoc (Juveniles) jako Corie (2018)
- Good Joe Bell jako Marcie (2020)